# Кинтеро, Хуан
Хуа́н Ферна́ндо Кинте́ро Паниа́гуа (исп. Juan Fernando Quintero Paniagua; род. 18 января 1993, Медельин) — колумбийский футболист, полузащитник клуба «Америка (Кали)» и сборной Колумбии. Участник чемпионатов мира 2014 и 2018 годов.

## Биография

### Клубная карьера
Кинтеро — воспитанник футбольной академии клуба «Энвигадо». В 2007 году он дебютирует за молодёжную команду клуба и за два года добирается до основного состава. 6 марта 2009 года в матче против «Индепендьенте Медельин» Хуан дебютировал в чемпионате Колумбии. 12 сентября в поединке против «Кукута Депортиво» он забил свой первый гол за «Энвигадо». В конце года в одном из матчей чемпионата Кинтеро получил перелом большой и малой берцовых костей.
В декабре 2011 года Кинтеро перешёл в «Атлетико Насьональ» на правах аренды. 30 января 2012 года в матче против «Депортиво Кали» он дебютировал за новую команду. 19 февраля в поединке против «Мильонариос» Хуан забил свой первый гол за клуб и помог команде добиться победы, 2:3.
20 июля 2012 года Кинтеро заключил контракт с итальянской «Пескарой». 28 августа в матче против «Интера» он дебютировал в Серии А. 23 сентября во встрече с «Болоньей» Хуан забил свой первый гол.
13 июля 2013 года Хуан подписал четырёхлетний контракт с «Порту», сумма сделки составила 5 млн €, а в соглашении игрока была прописана сумма отступных в размере 40 млн €. Сам футболист так прокомментировал свой переход: «Я всегда хотел выступать за „Порту“. Я очень рад, потому что сделал важный шаг в моей карьере». 18 августа в матче против «Витории» Сетубал Кинтеро дебютировал в Сангриш лиге. В этом же поединке он забил свой первый гол за «драконов». В своём первом сезоне Хуан стал обладателем Суперкубка Португалии. 31 августа 2015 года перешёл во французский «Ренн» на правах аренды с правом выкупа за 19 миллионов евро. 18 октября в матче против «Ниццы» Кинтеро дебютировал в Лиге 1. 11 декабря в поединке против «Кана» он забил свой первый гол за «Ренн».
В начале 2017 года Хуан вернулся на родину, на правах аренды присоединился к «Индепендьенте Медельин». 6 февраля в матче против «Мильонариос» он дебютировал за новую команду. 19 февраля в поединке против «Онсе Кальдас» Кинтеро забил свой первый гол за «Индепендьенте Медельин». В начале 2018 года Хуан на правах аренды перешёл в аргентинский «Ривер Плейт». 4 февраля в матче против «Олимпо» он дебютировал в аргентинской Примере. 22 апреля в поединке против «Арсенала» из Саранди Кинтеро забил свой первый гол за «Ривер Плейт».
В ответном финальном матче Кубка Либертадорес 2018 Хуан Кинтеро вышел на замену на 58-й минуте и в дополнительное время на 109- минуте забил эффектный гол в ворота «Боки Хуниорс», который в итоге стал победным для «миллионеров». «Ривер Плейт» выиграл со счётом 3:1, а Кинтеро был признан лучшим игроком финала.

### Международная карьера
17 октября 2012 года в товарищеском матче против сборной Камеруна Кинтеро дебютировал в сборной Колумбии.
В начале 2013 года в составе молодёжной сборной Колумбии Бонилья стал победителем молодёжного чемпионата Южной Америки в Аргентине. На турнире он сыграл в матчах против команд Боливии, Эквадора, Уругвая, Аргентины, Перу и дважды Парагвая и Чили. В поединках против аргентинцев, чилийцев, парагвайцев, эквадорцев и перуанцев Хуан забил пять голов.
Летом того же года Кинтеро принял участие в молодёжном чемпионате мира в Турции. На турнире он сыграл в матчах против команд Австралии, Турции, Сальвадора и Северной Кореи. В поединках против сальвадорцев, турок и корейцев Хуан забил три гола.
В 2014 года Кинтеро попал в заявку сборной на Чемпионат мира в Бразилии. В матче группового этапа против сборной Кот-д’Ивуара Хуан забил свой первый гол за национальную команду.
В 2018 году в Кинтеро принял участие в чемпионате мира 2018 года в России. На турнире он сыграл в матчах против команд Японии, Польши, Сенегала и Англии. В поединке против японцев Хуан забил гол со штрафного.

### Голы за сборную Колумбии
| №  | Дата          | Место                                    | Противник   | Счёт | Результат | Соревнование        |
| -- | ------------- | ---------------------------------------- | ----------- | ---- | --------- | ------------------- |
| 1. | 19 июня 2014  | Национальный стадион, Бразилиа, Бразилия | Кот-д’Ивуар | 2:0  | 2:1       | Чемпионат мира 2014 |
| 2. | 23 марта 2018 | Стад де Франс, Сен-Дени, Франция         | Франция     | 3:2  | 3:2       | Товарищеский матч   |
| 3. | 19 июня 2018  | Мордовия Арена, Саранск, Россия          | Япония      | 1:1  | 1:2       | Чемпионат мира 2018 |

## Статистика

### Клубная статистика
| Выступление             | Выступление      | Выступление      | Лига | Лига | Кубки | Кубки | Континент. | Континент. | Остальные | Остальные | Итого | Итого |
| Клуб                    | Лига             | Сезон            | Игры | Голы | Игры  | Голы  | Игры       | Голы       | Игры      | Голы      | Игры  | Голы  |
| ----------------------- | ---------------- | ---------------- | ---- | ---- | ----- | ----- | ---------- | ---------- | --------- | --------- | ----- | ----- |
| Энвигадо                | Примера А        | 2009             | 11   | 1    | 0     | 0     | 0          | 0          | 0         | 0         | 11    | 1     |
| Энвигадо                | Примера А        | 2010             | 18   | 3    | 0     | 0     | 0          | 0          | 0         | 0         | 18    | 3     |
| Энвигадо                | Примера А        | 2011             | 14   | 1    | 2     | 0     | 0          | 0          | 0         | 0         | 16    | 1     |
| Энвигадо                | Итого            | Итого            | 43   | 5    | 2     | 0     | 0          | 0          | 0         | 0         | 45    | 5     |
| Атлетико Насьональ      | Примера А        | 2012             | 15   | 2    | 6     | 2     | 7          | 0          | 0         | 0         | 28    | 4     |
| Атлетико Насьональ      | Итого            | Итого            | 15   | 2    | 6     | 2     | 7          | 0          | 0         | 0         | 28    | 4     |
| Пескара                 | Серия А          | 2012/13          | 17   | 1    | 0     | 0     | 0          | 0          | 0         | 0         | 17    | 1     |
| Пескара                 | Итого            | Итого            | 17   | 1    | 0     | 0     | 0          | 0          | 0         | 0         | 17    | 1     |
| Порту                   | Лига Сагриш      | 2013/14          | 22   | 4    | 6     | 0     | 6          | 0          | —         | —         | 34    | 4     |
| Порту                   | Лига Сагриш      | 2014/15          | 20   | 2    | 5     | 1     | 5          | 0          | —         | —         | 30    | 3     |
| Порту                   | Итого            | Итого            | 42   | 6    | 11    | 1     | 11         | 0          | —         | —         | 64    | 7     |
| Ренн→                   | Лига 1           | 2015/16          | 12   | 1    | 2     | 0     | —          | —          | —         | —         | 14    | 1     |
| Ренн→                   | Итого            | Итого            | 12   | 1    | 2     | 0     | —          | —          | —         | —         | 14    | 1     |
| Индепендьенте Медельин→ | Примера А        | 2017             | 25   | 13   | 6     | 1     | 5          | 2          | —         | —         | 36    | 16    |
| Индепендьенте Медельин→ | Итого            | Итого            | 25   | 13   | 6     | 1     | 5          | 2          | —         | —         | 36    | 16    |
| Ривер Плейт→            | Примера Дивисьон | 2017/18          | 13   | 1    | —     | —     | 4          | 0          | —         | —         | 17    | 1     |
| Ривер Плейт→            | Итого            | Итого            | 13   | 1    | —     | —     | 4          | 0          | —         | —         | 17    | 1     |
| Всего за карьеру        | Всего за карьеру | Всего за карьеру | 167  | 29   | 27    | 4     | 27         | 2          | 0         | 0         | 221   | 35    |

1. ↑  В графу «Кубки» входят игры и голы в национальных кубках, кубках лиги и суперкубках.
2. ↑  Остальные официальные матчи

## Достижения
- Финалист Кубка Колумбии (1): 2017
- Обладатель Суперкубка Португалии (1): 2013
- Обладатель Суперкубка Аргентины (1): 2017
- Обладатель Кубка Либертадорес (1): 2018
- Финалист Кубка Либертадорес (1): 2019
- Победитель Молодёжного чемпионата Южной Америки (1): 2013